# Slovenië op het Eurovisiesongfestival 2007

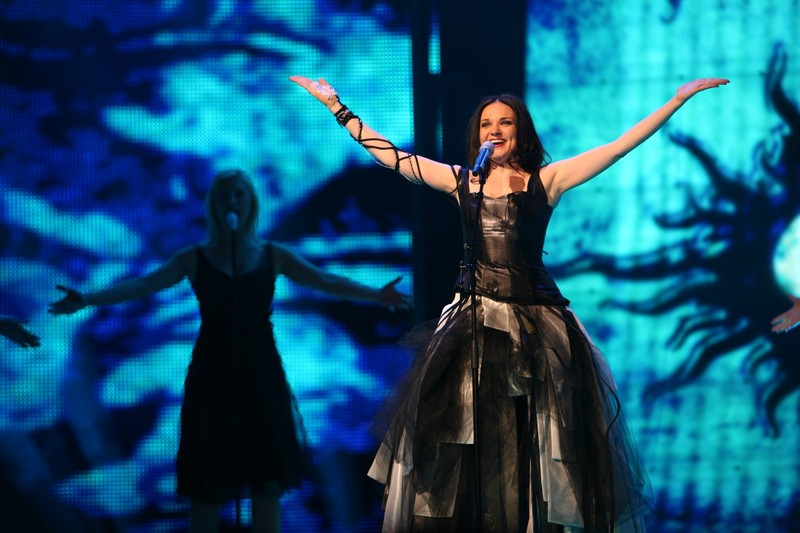
Alenka Gotar op het Eurovisiesongfestival 2007

Slovenië nam deel aan het Eurovisiesongfestival 2007 in Helsinki, Finland. Het was de 13de deelname van het land op het Eurovisiesongfestival. RTVSLO was verantwoordelijk voor de Sloveense bijdrage van de editie van 2007.

## Selectieprocedure
Om de kandidaat te selecteren die Slovenië zou vertegenwoordigen, werd er gekozen om een nationale finale te organiseren.
Eind 2006 opende de omroep de inschrijvingen en men ontving 91 inzendingen. Daaruit koos een selectiecomité 23 kandidaten die mochten deelnemen aan de halve finales.
Per halve finale gingen er 7 kandidaten door naar de finale.
In de finale - die plaatsvond op 3 februari - namen dus 14 kandidaten deel. De winnaar werd bepaald door 2 ronden van televoting.
Na de eerste ronde bleven de 2 beste over.
| Volgorde | Artiest                    | Lied                       | Ronde 1 Televoting | Ronde 2 Televoting | Plaats Finale |
| -------- | -------------------------- | -------------------------- | ------------------ | ------------------ | ------------- |
| 1        | Alya                       | "Vizija"                   | 3971               | -                  | 12            |
| 2        | Zlati Muzikanti            | "Pepelka"                  | 6141               | -                  | 8             |
| 3        | Dean Vivod & Tonus Kitaris | "Hitmejker"                | 6500               | -                  | 7             |
| 4        | Nude                       | "Element L"                | 9136               | -                  | 5             |
| 5        | Sebastian                  | "Naj svet zakrici"         | 5567               | -                  | 9             |
| 6        | Denis                      | "Nor sem nate"             | 3806               | -                  | 13            |
| 7        | Don Corleone               | "Bella mia"                | 10596              | -                  | 3             |
| 8        | Tadeja Fatur               | "Drugacna (pesem)"         | 1791               | -                  | 14            |
| 9        | Zablujena Generacija       | "Kdo hoce plesati z menoj" | 9953               | -                  | 4             |
| 10       | Žana                       | "Druga violina"            | 7804               | -                  | 6             |
| 11       | Alenka Gotar               | "Cvet z juga"              | 20123              | 44636              | 1             |
| 12       | Steffy & Donald Trumpet    | "Zadel si me v živo"       | 5193               | -                  | 10            |
| 13       | Martin Perovic             | "Zadeni me"                | 4467               | -                  | 11            |
| 14       | Eva Cerne                  | "Čudeži Smehljaja"         | 20509              | 31324              | 2             |

## In Helsinki
In Griekenland trad Slovenië aan als 25ste in de halve finale, net na België en voor Turkije.
Op het einde van de avond bleek dat ze in de enveloppen zaten en bleek dat ze 140 punten verzameld hadden, goed voor een 7de plaats.
België en Nederland hadden beiden 6 punten over voor deze inzending.

In de finale moest men aantreden als 7de net na Macedonië en voor Hongarije.
Op het einde van de puntentelling hadden ze 66 punten verzameld, goed voor een 16de plaats.
België en Nederland hadden respectievelijk 2 en 0 punten over voor deze inzending.

### Gekregen punten

#### Halve Finale
| 12 punten                                                             | 10 punten             | 8 punten               | 7 punten                                                    | 6 punten                                                   |
| --------------------------------------------------------------------- | --------------------- | ---------------------- | ----------------------------------------------------------- | ---------------------------------------------------------- |
|                                                                       | - Kroatië             | - Andorra - Montenegro | - Hongarije - Oekraïne - Polen - Portugal - Servië - Spanje | - België - Bosnië en Herzegovina - Nederland - Wit-Rusland |
| 5 punten                                                              | 4 punten              | 3 punten               | 2 punten                                                    | 1 punt                                                     |
| - Bulgarije - Letland - Noord-Macedonië - Malta - Noorwegen - Rusland | - Roemenië - Tsjechië | - Moldavië - Turkije   | - Oostenrijk                                                | - Frankrijk - Ierland                                      |

#### Finale
| 12 punten        | 10 punten                                  | 8 punten                      | 7 punten                          | 6 punten          |
| ---------------- | ------------------------------------------ | ----------------------------- | --------------------------------- | ----------------- |
|                  |                                            | - Montenegro                  | - Bosnië en Herzegovina - Kroatië | - Noord-Macedonië |
| 5 punten         | 4 punten                                   | 3 punten                      | 2 punten                          | 1 punt            |
| - Malta - Servië | - Letland - Oekraïne - Polen - Wit-Rusland | - Portugal - Rusland - Spanje | - België                          | - Litouwen        |

### Punten gegeven door Slovenië

#### Halve Finale
Punten gegeven in de halve finale:
| 12 punten | Servië          |
| 10 punten | Noord-Macedonië |
| 8 punten  | Kroatië         |
| 7 punten  | Letland         |
| 6 punten  | Hongarije       |
| 5 punten  | Montenegro      |
| 4 punten  | Andorra         |
| 3 punten  | Bulgarije       |
| 2 punten  | Zwitserland     |
| 1 punt    | Portugal        |

#### Finale
Punten gegeven in de finale:
| 12 punten | Servië                |
| 10 punten | Noord-Macedonië       |
| 8 punten  | Bosnië en Herzegovina |
| 7 punten  | Bulgarije             |
| 6 punten  | Letland               |
| 5 punten  | Hongarije             |
| 4 punten  | Oekraïne              |
| 3 punten  | Rusland               |
| 2 punten  | Georgië               |
| 1 punt    | Moldavië              |